# Bruno Kurowski
Bruno Kurowski (* 12. Januar 1879 in Marienburg; † 2. April 1944 in Danzig) war ein deutscher Jurist und Politiker (Zentrum) in Danzig. Abgerufen am 10. Juni 2023.

## Leben und Wirken
Kurowski wurde als Sohn eines katholischen Schneidermeisters in Marienburg geboren. Nach dem Abitur studierte er Rechtswissenschaften an der Albertina in Königsberg. Als Student wurde er aktives Mitglied der katholischen Studentenverbindung Borussia-Königsberg im KV. Im Anschluss an seine Assessorentätigkeit beim Amtsgericht Danzig ließ er sich als Rechtsanwalt und Notar in der Hansestadt nieder.
Im Januar 1919 wurde Kurowski als Kandidat des Zentrums in die Weimarer Nationalversammlung gewählt, in der er den Wahlkreis Danzig vertrat. Nach der Abtrennung der Stadt Danzig vom Deutschen Reich aufgrund der Bestimmungen des Vertrags von Versailles schied Kurowski aus der Nationalversammlung aus. Er wurde stattdessen Leiter der Zentrumspartei in der nunmehr freien Stadt Danzig und Mitglied sowie Fraktionsführer des Zentrums im Danziger Volkstag. 1920 wurde er auch parlamentarischer Senator der Stadt. Für den österreichischen Staat amtierte Kurowski zudem als Generalkonsul, beziehungsweise Honorarkonsul in Danzig. Bereits 1920 hatte Kurowski die Rechtsanwältin Aenne Schmitz geheiratet, mit der er eine gemeinsame Anwaltspraxis betrieb. Durch Maria Schmitz, die Schwester seiner Ehefrau, war er mit Marias Ehemann, dem Metallurgen, Krupp-Vorstandsmitglied und Speer-Mitarbeiter Eduard Houdremont verschwägert.
Ein gewisses Aufsehen erregte Kurowski, als er in seiner Eigenschaft als Rechtsvertreter des Zentrums Fälle dokumentierte, in denen in Danzig öffentlich (anstatt geheim) gewählt wurde oder auf sonstige Weise die Wahlfreiheit eingeschränkt wurde.
Aufgrund seiner Tätigkeit als österreichischer Generalkonsul wurde Kurowski im Oktober 1937 verhaftet und wegen Hochverrats angeklagt. Nach der Selbstauflösung der Danziger Sektion der Zentrumspartei und dem Verzicht des Zentrums auf einen Protest beim für Danzig zuständigen Völkerbund in Genf wurde der Prozess gegen Kurowski als „Gegenleistung“ von den Behörden niedergeschlagen (Völkerbundskommissar war Carl Jacob Burckhardt). Unter der Bedingung, dass er das Gebiet Danzigs zukünftig nicht mehr betreten dürfe, wurde Kurowski aus der Haft entlassen und aus Danzig verwiesen. Während seine Frau bis 1945 als Anwältin in Danzig blieb, ging Kurowski zunächst nach Österreich, siedelte dann aber – nach dem nationalsozialistischen Anschluss – Anfang 1938 nach Italien über. Da er in Italien keine dauerhafte Unterkunft finden konnte, schlug Kurowski sich nach St. Tönis durch. Dort hielt er sich im Elternhaus seiner Frau verborgen, bis dieses während des Zweiten Weltkriegs durch eine Fliegerbombe schwer beschädigt wurde. Anschließend ging Kurowski nach Pommern, wo seine Ehefrau ihm eine Anwaltsvertretung besorgt hatte. Als der Eigentümer der Kanzlei vom Kriegsdienst freigestellt wurde, musste Kurowski die Kanzlei räumen.
Im März 1940 wurde Kurowski erneut, diesmal von der Gestapo, verhaftet. Kurowskis Schwippschwager Eduard Houdremont, seit 1942 Sonderbeauftragter des Reiches für die Metallumstellung auf Sparstoffe, wurde unter anderem bei Hermann Göring vorstellig, um seine Freilassung zu erreichen. Nach einer Rücksprache mit dem Reichssicherheitshauptamt gelang es Houdremont zumindest sicherzustellen, dass Kurowski nicht in ein Konzentrationslager eingewiesen wurde. Später gelangte Kurowski wieder in Freiheit. Mit Hilfe seiner Ehefrau gelang es Kurowski nun, ein neues Versteck im Konvent der Grauen Schwestern in Danzig-Oliva zu finden. Als aber sein Gesundheitszustand sich immer weiter verschlechterte, so dass ein Krankenhausaufenthalt notwendig wurde, musste er dieses Versteck aufgeben, um sich in Behandlung zu begeben: Kurowskis Ehefrau wandte sich zu diesem Zweck an den Danziger Polizeipräsidenten und verlangte, das Aufenthaltsverbot für ihren Mann in Danzig aufzuheben, damit dieser sich legal in ärztliche Behandlung begeben könnte. Nachdem dies geschah, wurde Kurowski in ein Danziger Krankenhaus eingeliefert, wo er 1944 starb.
Kurowskis Frau arbeitete weiterhin in Danzig als Anwältin, bis die Stadt 1945 durch die Rote Armee besetzt wurde. Anschließend ging sie nach Krefeld, wo sie als eine der ersten Frauen in Deutschland den Posten einer Regierungskommissarin übernahm, bevor sie 1952 ins Auswärtige Amt eintrat.